# Macute (Višegrad, BiH)
Macute su naseljeno mjesto u općini Višegrad, Republika Srpska, BiH.

## Stanovništvo
Nacionalni sastav stanovništva 1991. godine, bio je sljedeći:
| Narod  | Broj stanovnika |
| ------ | --------------- |
| Srbi   | 34              |
| Ukupno | 34              |